# Manabendra Nath Roy
Manabendra Nath Roy (afueras de Calcuta, 1887 o 1893 - 25 de enero de 1954), nacido Narendra Nath Naren Bhattacharya y popularmente conocido como M. N. Roy, fue un revolucionario bengalí, activista radical  y teórico internacionalmente. Fue fundador del Partido Comunista Mexicano y del Partido Comunista de la India (grupo de Tashkent).
También fue delegado en congresos de la Internacional Comunista y auxiliar de Rusia en China. Tras la Segunda Guerra Mundial, Roy se apartó del marxismo ortodoxo para abrazar la filosofía del humanismo radical, intentando trazar una tercera vía entre el liberalismo y el comunismo.
Su nombre en bengalí se escribe মানবেন্দ্র নাথ রায়.

## Biografía

### Primeros años
Narendra Nath Naren Bhattacharya, más tarde conocido como M. N. Roy, nació en Changripota, una aldea cercana a Rajpur, localidad del distrito de 24 Parganas, unos 20 km al sur de la ciudad de Calcuta.
Su fecha y año de nacimiento son inciertos:
- Según el Dictionary of national biography, nació el 6 de febrero de 1886.[2]
- Según Samaren Roy, Narendra nació el 22 de febrero de 1887 en Arbelia, una aldea a 25 km al este de Calcuta.[3]
- El Dr. Bhaskar Bhole afirma que ―de acuerdo a uno de los colegas de M. N. Roy, el nacionalista Avinash Bhattacharya― Roy nació en el año bengalí 1293 (es decir, entre 1886 y 1887).[4]
- B. V. Karnik, uno de los biógrafos de Roy,[5] afirma que su fecha de nacimiento fue el 21 de marzo de 1887. Lo demuestra con la enciclopedíaMarathi Vishwakosh[6]
- De acuerdo con los registros de la Policía de Calcuta, su año de nacimiento es 1888.
- La revista Radical Humanist ―publicada por el propio M. N. Roy― en su número de febrero de 1953 menciona que Roy cumple 60 años de edad, por lo que su año de nacimiento habría sido 1893.

La aldea Changripota, juntamente con Arbelia, Harinabhi y Kodalia, era conocida por sus ideas revolucionarias, gracias a la presencia de varios reformistas sociales religiosos.
El padre de Roy, Dinabandhu Bhattacharya, un sacerdote del templo de Kheput, en el distrito de Midnapore occidental, se asentó allí tras la muerte de su primera esposa ―Basanta Kumari Devi, sobrina del escritor Dwarkanath Vidyabhusan― y fue nombrado profesor de sánscrito en la cercana escuela de Arbelia.
Esencialmente autodidacta, Narendra no recibió prácticamente una formación formal en sus primeros años. Más tarde ingresó en el Colegio Nacional de Sri Aurobindo y asistió a algunos cursos del Instituto Técnico de Bengala, donde obtuvo excelentes calificaciones.
Desde su infancia, Narendra creyó que el conocimiento liberaba y que «la urgencia por la libertad es inherente a cada hombre».
Con su primo y amigo de infancia Hari Kumar Chakravarti, formó un grupo de racionalistas que incluía a Satcowri Banerjee y a los hermanos Saileshwar y Shiamsundar Bose. Dos otros primos de Narendra y Hari ―Phani y Narendra Chakravarti― a menudo venían de Deoghar, donde iban a la escuela con Barin Ghosh.
Un misterioso estudioso védico, Mokshadacharan Samadhyayi, organizador activo de diversas ramas secretas del Anushilan en Chinsura, Serampore y Chandernagore, comenzó a frecuentar el grupo de Narendra.
A finales de 1904, Narendra y Haru alquilaron una habitación en el edificio del Anushilan, en la calle Cornwallis Street 49 (de Calcuta), donde el primo mayor de Narendra, Abinash Bhattacharya, se había unido a la facción de Barin, pronto a iniciar acciones violentas. Mokshada era miembro de la vecina Sociedad de Campo y Academia. Así obtuvieron la oportunidad de realizar agitaciones antipartición. Narendra era un teísta y estudió seriamente, con Hari, el Bhagavad-guita, el Ananda Math y el Bhavani Mandir, juntamente con escritos de Vivekananda. Durante la trágica inundación de 1908 en Orissa, el político y abogado Madhusudan Das (1848-1934) publicó un artículo en el diario The Statesman (de Calcuta), y recibió una respuesta inmediata de todas partes. Reclamados por Shashibhushan Raychaudhury, el abogado P. Mitter de los delegados voluntarios del Anushilan encabezados por Hari Kumar y Narendra; a su regreso, llevaron consigo un buen cargamento de palos de bambú sazonados para ser distribuidos a las unidades regionales.

## Vida política
Bajo el liderazgo de Mokshada, el 6 de diciembre de 1907 Narendra realizó con éxito su primer acto político al recaudar dinero para la sociedad secreta. Cuando fue arrestado, llevaba consigo dos libros «sediciosos» de Barin Ghosh. Defendido por el abogado J. N. Roy (amigo íntimo de Jatindranath Mukherjee o Bagha Jatin) y el suplicante Promothonath Mukherjee, fue liberado, gracias a su reputación como estudiante y trabajador social.
Descontentos con el liderazgo autoritario y muy centralizado de Barin, Narendra y su grupo estaban buscando algo más constructivo que ahcer bombas en el jardín de Maniktala. El Caso Howrah-Shibpur (1910–11) acercó a Narendra a Jatindra Mukherjee. Narendra estaba presente cuando, en Calcuta, el Príncipe Coronado alemán promete a Jatindra armas y municiones si hubiera una guerra entre Alemania y Gran Bretaña. Los revolucionarios indios en Europa, encabezados por Virendranath Chattopadhyay, firmaron una letra de colaboración con el gobierno del káiser.
En 1915, intenta una insurrección armada contra los británicos, que fracasa. En abril del mismo año, durante la Primera Guerra Mundial, Roy (bajo el seudónimo Charles A. Martin) parte hacia Batavia, después hacia Shanghái, a la búsqueda de armas alemanas para los revolucionarios indios, pero la entrega es un fracaso. Durante los dos años siguientes, Roy recorre Indonesia, Japón, Corea, México, Filipinas y Estados Unidos en busca de apoyo armado para la revolución india. En Palo Alto cambia su alias por el de Manabendra Nath Roy para escapar de los servicios secretos británicos.

### Revolucionario internacional
Durante su estancia en Palo Alto, un periodo de unos dos meses, Roy encontró a su futura mujer, una joven graduada de la Universidad de Stanford llamada Evelyn Trent. La pareja se enamoró y viajaron juntos por el país hasta Nueva York.
En la biblioteca pública de Nueva York fue donde Roy comenzó a desarrollar su interés en el marxismo.
Su transición socialista bajo Lala debía mucho a los ensayos de Bankim Chandra Chatterjee sobre el comunismo y el mensaje de Vivekananda sobre el servicio al proletariado. Preocupado por los espías británicos, Roy huyó a México con Evelyn en julio de 1917. Las autoridades militares alemanas le dieron entonces grandes cantidades de dinero.
El presidente mexicano Venustiano Carranza y otros pensadores liberales apreciaban los escritos de Roy para El Pueblo. El Partido Socialista que él fundó (diciembre de 1917) fue convertido en el Partido Comunista Mexicano, el primer Partido Comunista de Latinoamérica. Roy ayudó al arruinado Mijaíl Borodin, el líder bolchevique, bajo circunstancias especiales. Sobre la base de los agradecidos informes de Borodin sobre las actividades de Roy, Moscú invitó a Roy al 2.º Congreso Mundial de la Internacional Comunista, celebrado en Moscú durante el verano de 1920.
Unas semanas antes del Congreso, Lenin recibió personal y calurosamente a Roy. Por iniciativa de Lenin, Roy formuló sus propias ideas como un suplemento al Tesis preliminares sobre las Cuestiones Nacional y Colonial de Lenin.
Material escrito por Roy fue publicado por Correspondencia de Prensa Internacional (Inprecor), el boletín semanal de la Internacional Comunista. Roy ejerció como miembro del Presidium del Comintern durante ocho años. siendo en un momento miembro del Presidium, del Secretariado Político, el Comité Ejecutivo y el Congreso Mundial.
Comisionado por Lenin para preparar el sureste de Asia, especialmente la India, para la revolución, Roy fundó escuelas políticas y militares en Taskent. En octubre de 1920, al fundar el Partido Comunista de la India, contactó con sus antiguos colegas revolucionarios, quienes, ante este marco, dudaban entre el radicalismo (Jugantar) y los nuevos programas de Gandhi. Cercano al Jugantar en el espíritu y la acción, Chittaranjan Das inspiró la confianza de Roy. Desde Moscú, Roy publicó sus principales reflexiones, India en transición, casi simultáneamente traducidas a otros idiomas. En 1922 apareció el propio periódico de Roy, el Vanguard, órgano del Partido Comunista de la India emigrado. A estas obras les siguieron El futuro de la Política India (1926) y Revolución y Contrarrevolución en China (1930), mientras se movía entre Alemania y Francia.
Encabezando una delegación del Comintern nombrada por Stalin para desarrollar la revolución agraria en China, Roy llegó a Cantón en febrero de 1927. A pesar de cumplir su misión con habilidad, un desacuerdo con los líderes del Partido Comunista de China hizo que Borodin le considerara fracasado. Roy regresó a Moscú donde las facciones que apoyaban a Trotski y Zinóviev estaban ocupadas luchando contra la de Stalin.
Stalin se negó a recibir a Roy y le dio audiencia en el pleno en febrero de 1928. Tras que se le fuera negado un tratamiento decente para una infección en un oído, Roy escapó con la ayuda de Bujarin, atrayendo sobre sí la ira de Stalin. Poco después de la deportación de Trotski, el 22 de mayo de 1928, Roy recibió permiso para ir al extranjero para buscar tratamiento médico a bordo de un avión con destino a Berlín de la compañía rusogermana Deruluft.
En diciembre de 1929, el Imprecor anunció la expulsión de Roy del Comintern, casi simultáneamente a la caída en desgracia de Bujarin.

### Denuncia contra el comunismo
Al llegar a Bombay en diciembre de 1930, Roy se encontró con líderes como Jawaharlal Nehru y Subhas Chandra Bose. Nehru escribiría sobre él: «Había muchas diferencias entre él y yo, enseguida me atrajo... Me atrajo su remarcable capacidad intelectual».
Arrestado en julio de 1931, el Gobierno británico juzgó a Roy por varios casos de conspiración, por los que estuvo seis años encerrado.
Durante su estancia en la cárcel escribió montes de cartas, manifiestos, artículos y un par de libros, que consiguieron salir de la misma, en los que animaba a su grupo dentro del All India Trade Union Congress (AITUC). Escribió asimismo un manuscrito de 3000 páginas provisionalmente titulado Las consecuencias ideológicas de la ciencia moderna. Liberado en noviembre de 1936] con el estado de salud deteriorado, Roy se dirigió a Prayagraj a recuperarse, invitado por Nehru. Desafiando la orden del Comintern de boicotear al Congreso Nacional Indio, Roy instó a los comunistas indios a unirse a este partido para radicalizarlo. Nehru, en la sesión de Faizpur en diciembre de 1936 agradeció la presencia de Roy:

Alguien que, aunque joven, es ya un viejo y probado soldado en la lucha india por la libertad. El camarada M. N. Roy viene a nosotros tras un largo y angustioso periodo en prisión, y aunque disminuido en cuerpo, viene con la mente y el corazón frescos, listo para participar en la aquella vieja lucha que no conocerá fin hasta que se finalice con éxito.
Jawaharlal Nehru

En su turno de palabra, Roy recomendó que la Asamblea Constituyente «capturara» el poder. Incapaz de colaborar con Gandhi, Roy mantuvo sus propias convicciones. En abril de 1937, apareció su semanario Independent India para regocijo de líderes progresistas como Subhas Chandra Bose y Nehru, aunque no para el de Gandhi ni para el de los comunistas acérrimos, que acusaron a Roy de desviacionismo.

### Humanismo radical
Al casarse con Ellen Gottschalk, «Roy encontró no solo una mujer amante sino una ayudante inteligente y una colaboradora próxima».
Se asentaron en Dehradun. Roy propuso un liderazgo alternativo, dada la crisis ocasionada por la reelección de Bose como Presidente del Congreso en 1938: en Pune, en junio, formó su Liga de Congresistas Radicales. Desilusionado tanto con la democracia burguesa como con el comunismo, dedicó sus últimos años de vida a la formulación de una filosofía alternativa a la que llamó «humanismo radical» y de la que escribió una larga exposición en Razón, romanticismo y revolución.
En su monumental biografía, En busca de la libertad, Sibnarayan Ray escribe:

Del mismo modo que Nehru tenía sus problemas, Roy también los tenía. Desde temprana edad, su agudo intelecto se había encontrado con una fuerte voluntad y autoconfianza. Se diría que en su larga carrera política solo dos personas y media podrían llamarse mentores suyos. La primera fue Jatin Mukherji (o Bagha Jatin), de su periodo nacionalista revolucionario; la segunda fue Lenin. La media fue Stalin...
Sibnarayan Roy

Roy en su filosofía considera que el comunismo "desprecia y odia al hombre", por lo que diseña medios de fortalecer el progreso y la libertad humana. Al recordar a Bagha Jatin, quien «personificaba lo mejor de la humanidad», Roy trabajaba «por el ideal de establecer un orden social en el que lo mejor del hombre pudiera manifestarse». En 1947 elaboró sus tesis en un manifiesto, Nuevo humanismo, a imagen del Manifiesto comunista de Karl Marx, un siglo antes.

### Segunda Guerra Mundial y más tarde
En 1939, al declararse la Segunda Guerra Mundial, Roy (en una posición similar a la de Sri Aurobindo) ― en lugar de respaldar a británicos y franceses en la lucha contra el fascismo ― condenó el auge de los régimes totalitarios en la Alemania nazi y la Italia fascista. Cortó las conexiones con el Congreso Nacional Indio y en 1940 creó el Partido Radical Democrático. Gandhi procedió a fomentar el movimiento Quit India en agosto de 1942. La línea de Roy era claramente diferente de la de corriente principal del movimiento de liberación nacional. De acuerdo a Roy, una victoria del Eje sería el fin de la democracia e India nunca sería independiente. Desde su punto de vista, India podría ganar su libertad solamente en un mundo libre.
Al sentirse la libertad de la India como una realidad que vendría en la posguerra, la derrota de las potencias del Eje y la debilidad del imperialismo británico, Roy escribió una serie de artículos tras la independencia sobre las estructuras económicas y políticas de la nueva India, presentando incluso un plan de diez años concreto, y preparando una Constitución de la India Libre (1944).

### Muerte y legado
Una gira de conferencias en los EE. UU. tuvo que ser suspendida al morir Roy el 25 de enero de 1954.

## Obras
- Hombres que encontré.
- 1920: El futuro de la política en la India.
- Rol histórico del islam.
- 1922: India en transición.
- 1926: The future of indian politics. Londres: R. Bishop.
- India y guerra.
- Alfabeto de la economía.
- Constitución preliminar de la India libre.
- Libertad del pueblo.
- Pobreza o plenitud.
- Los problemas de la libertad.
- INA y la Revolución de Agosto.
- 1946: Revolución y contrarrevolución en China. Calcuta: Renaissance Publishers.
- 1946: Nueva orientación, con Phillip Spratt. Calcuta: Renaissance Publishers.
- Jawaharlal Nehru: the last battle for freedom.
- La política científica.
- La Revolución Rusa.
- Más allá del marxismo.
- Nuevo humanismo.
- Razón, romanticismo y revolución.

## Libros y artículos sobre M. N. Roy
- Satyabrata Rai Chowdhuri: Leftism in India, 1917-1947. Basingstoke (RU): Palgrave, 2007.
- S. M. Ganguly: Leftism in India: M. N. Roy and indian politics, 1920-1948. Columbia (Minesota): South Asia Books, 1984.
- S. M. Ganguly: Manabendra Nath Roy: an annotated bibliography. Calcuta: K. P. Bagchi & Co., 1993.
- V.B. Karnik: M.N. Roy. Nueva Delhi: National Book Trust, 1980.
- Prithwindra Mukherjee: Les origines intellectuelles du mouvement d'indépendance de l'Inde (1893-1918), tesis de PhD, 1976.
- G. D. Parikh: "Roy, M.N.", artículo en Dictionary of National Biography, vol. 3, págs. 546-549. Calcuta, 1974.
- Dr. Ramendra: M. N. Roy's New Humanism and Materialism. Patna: Buddhiwadi Foundation, 2001.
- Dr. Ramendra en colaboración con el Dr. Kawaljeet: "M. N. Roy", en Rationalism, humanism and atheism in twentieth century indian thought.
- Sibnarayan Ray: In freedom's quest, cuatro volúmenes. Calcuta, 1997-2007.
- Sibnarayan Ray (ed.): Selected works of M. N. Roy, cuatro volúmenes. Nueva Delhi: Oxford University Press, 1987.
- Samaren Roy: The restless brahmin: the early life of M. N. Roy. Bombay: Allied Publishers, 1970.